# PS COMPANY
有限会社PS COMPANY（ピーエス カンパニー）は、 東京都杉並区永福に本社を置く音楽プロダクション。代表取締役は尾崎友美。

## 概要
アーティスト写真や公式ウェブサイトの作り込み、短期間の音源連続発売、CDのジャケットを数種類に変えての発売、所属バンドのカップリング・ツアーなどの広報戦略を強く打ち出している。
代表取締役の尾崎友美はヴィジュアル系バンドのファンからプロダクションスタッフになった人物である。
2005年にキングレコードと提携しレーベルとしてPS musicを始動させ、今までインディーズ流通だったCDおよびDVDを11月23日メジャー流通にして再発売した。以降、雅-miyavi-、Kagrra,を除く新作はPS musicより発売されることとなった。
2007年5月、雅-miyavi-（当時）、Kagrra,、Kra、the GazettE、Alice Nineのメジャー部門とは別に、小規模なインディーズ育成部門であるIndie PSC.を設立した。最近のIndie PSC.ではBORNが所属している。
2009年1月3日、PS COMPANY 10周年記念公演「Peace & Smile Carnival」を日本武道館で開催した。チケットは発売日に即日完売。
2009年には、PS COMPANYの所属バンドとキングレコード間の契約が満了した模様。2010年からのKagrra,の新譜は、クラウン徳間ミュージック販売の流通によるインディーズでのリリースとなった。その後、the GazettEはソニー・ミュージックレコーズから、Alice Nineは徳間ジャパンコミュニケーションズからリリースされることが決定した。
2011年、所属していたSuGが活動休止を発表し、事務所離籍をした。
2014年3月2日、Indie PSC.にレイヴが所属した。
2016年9月30日、the LOTUSが専属契約終了により事務所離籍となった。

## 所属バンド
- Kra
- NAOKI(ex.Kagrra,)
- RENO(ex.ViViD)
- 中村禎／Refrain Refrain(ex.ViViD)

### かつて所属していたバンド
- Dué le quartz
- 餞ハナむケ。
- bis
- Ash
- Palette
- 雅-miyavi-
- Kagrra,
- SuG
- アリス九號.
- ViViD
- ダウト
- BORN
- SCREW
- the GazettE
- レイヴ
- the LOTUS
- Devil Christ 13